# Jean Henri Jaume Saint-Hilaire
Jean Henri Jaume Saint-Hilaire (Grasse, 29 ottobre 1772 – Parigi, 19 giugno 1845) è stato un naturalista francese.
| J.St.-Hil. è l'abbreviazione standard utilizzata per le piante descritte da Jean Henri Jaume Saint-Hilaire. Consulta l'elenco delle piante assegnate a questo autore dall'IPNI. |